# Eliminatórias da Copa do Mundo FIFA de 2022 – UEFA
A zona europeia das eliminatórias para a Copa do Mundo FIFA de 2022 foi disputada pelas 55 seleções afiliadas a União das Associações Europeias de Futebol (UEFA). Um total de 13 vagas na fase final estavam disponíveis para as equipes da UEFA.

## Participantes
Todas as 55 seleções da UEFA afiliadas à FIFA participaram da qualificação. Em 9 de dezembro de 2019, a Agência Mundial Antidoping (WADA) deu à Rússia uma proibição de quatro anos de todos os grandes eventos esportivos, depois que a Agência Russa Anti-Doping (RUSADA) foi considerada não compatível por entregar dados de laboratório manipulados aos investigadores. No entanto, a seleção russa ainda pode entrar na qualificação, já que a proibição se aplicava apenas à fase final para decidir os campeões mundiais.
A Rússia avançou até a segunda fase (play-offs), mas em 27 de fevereiro de 2022, após a ameaça de boicotes da República Tcheca, Polônia e Suécia em meio à invasão russa da Ucrânia, a FIFA proibiu a seleção russa de jogar em casa; a equipe teria que jogar as partidas com portões fechados e em locais neutros. Além disso, a equipe ficou proibida de competir sob o nome, bandeira ou hino nacional da Rússia, tendo que competir sob o nome da "União de Futebol da Rússia" (RFU). Em 28 de fevereiro, porém, por recomendação do Comitê Olímpico Internacional (COI), a FIFA suspendeu a participação da Rússia e a Polônia foi posteriormente declarada vencedora da semifinal do play-off contra os russos. A União Russa de Futebol recorreu da decisão ao Tribunal Arbitral do Esporte, mas o pedido de suspensão temporária da proibição foi rejeitado em 18 de março.

## Formato
O formato da qualificação foi confirmado pelo Comité Executivo da UEFA durante a sua reunião em Nyon, Suíça, a 4 de dezembro de 2019, enquanto se aguardava a validação da FIFA. A qualificação dependeu, em parte, dos resultados da Liga das Nações da UEFA de 2020–21, com a estrutura habitual da UEFA de "fase de grupos / playoffs", apenas alterando o formato específico dos play-offs.
- Fase de grupos: 10 grupos de 5 ou 6 equipes (com as 4 equipes que fazem as finais da Liga das Nações em 2021 divididas em grupos menores) com os vencedores dos grupos se classificando para as finais da Copa do Mundo.
- Fase de play-off: os 10 segundos classificados dos grupos serão acompanhados pelos dois vencedores de grupo da Liga das Nações, com base na classificação geral da Liga das Nações, que terminarem fora dos dois primeiros lugares em seu grupo de qualificação. Essas 12 equipes serão sorteadas em três chaves de play-off, disputando duas rodadas em única partida (semifinais e finais, com os times da casa a serem sorteados), com os vencedores de cada chave se classificando para a Copa do Mundo.

O Comité Executivo da UEFA também aprovou a utilização do sistema de árbitros assistentes de vídeo para as eliminatórias.

## Calendário
Abaixo está a programação das eliminatórias europeias para a Copa do Mundo FIFA de 2022.
As jornadas planejadas para junho de 2021 foram transferidas após o reescalonamento da UEFA Euro 2020 para junho e julho de 2021 devido à pandemia de COVID-19. Para permitir a conclusão da fase de grupos das eliminatórias em novembro de 2021 conforme programado, algumas janelas do Calendário Oficial de Partidas Internacionais da FIFA foram expandidas para incluir três dias de jogos.
| Fase                     | Rodadas    | Datas                  |
| ------------------------ | ---------- | ---------------------- |
| Primeira fase (grupos)   | 1          | 24–25 março 2021       |
| Primeira fase (grupos)   | 2          | 27–28 março 2021       |
| Primeira fase (grupos)   | 3          | 30–31 março 2021       |
| Primeira fase (grupos)   | 4          | 1–2 setembro de 2021   |
| Primeira fase (grupos)   | 5          | 4–5 setembro de 2021   |
| Primeira fase (grupos)   | 6          | 7–8 setembro de 2021   |
| Primeira fase (grupos)   | 7          | 8–9 outubro de 2021    |
| Primeira fase (grupos)   | 8          | 11–12 outubro de 2021  |
| Primeira fase (grupos)   | 9          | 11–13 novembro de 2021 |
| Primeira fase (grupos)   | 10         | 14–16 novembro de 2021 |
| Segunda fase (play-offs) | Semifinais | 24–25 março de 2022    |
| Segunda fase (play-offs) | Finais     | 28–29 março de 2022    |

## Sorteio
O sorteio da primeira fase (fase de grupos) foi realizado em Zurique, Suíça, em 7 de dezembro de 2020. No entanto, devido à pandemia de COVID-19, o sorteio foi realizado em um evento virtual sem a presença de representantes das associações membros. Foi originalmente planejado para ser realizado em 29 de novembro de 2020. Em 18 de junho de 2020, o Comitê Executivo da UEFA aprovou o regulamento do sorteio para a fase de grupos.
As 55 seleções foram divididas em seis potes com base no ranking Mundial da FIFA de novembro de 2020, após a conclusão da primeira fase da Liga das Nações da UEFA de 2020–21. Os potes 1 a 5 continham dez equipes, enquanto o pote 6 conteve cinco equipes. As equipes foram divididas em dez grupos: cinco grupos de cinco equipes (Grupos A–E) e cinco grupos de seis equipes (Grupos F–J). O sorteio começou com o Pote 1 e terminou com o Pote 6, de onde uma equipe foi sorteada e atribuída ao primeiro grupo disponível em ordem alfabética. Portanto, cada grupo de seis equipes contem uma equipe de cada um dos seis potes, enquanto cada grupo de cinco equipes contem uma equipe de cada um dos cinco primeiros potes. 
As seguintes restrições foram aplicadas com assistência de computador:
- Finalistas da Liga das Nações: As quatro equipes participantes das finais da Liga das Nações de 2021 foram sorteadas em um grupo com cinco equipes (Grupos A–E). Além disso, esses grupos poderiam conter no máximo um finalista da Liga das Nações.
- Confrontos proibidos: por razões políticas, as partidas entre os seguintes pares de times foram considerados proibidos, não podendo ser incluídos no mesmo grupo: Armênia/Azerbaijão, Gibraltar/Espanha, Kosovo/Bósnia e Herzegovina, Kosovo/Sérvia, Kosovo/Rússia e Rússia/Ucrânia.
- Inverno rigoroso: no máximo duas equipes apontadas com sedes em regiões de risco alto ou médio de condições severas de inverno poderiam ser colocadas em cada grupo: Bielorrússia, Estônia, Ilhas Faroé, Finlândia, Islândia, Letônia, Lituânia, Noruega, Rússia e Ucrânia.
  - Dois locais de inverno de alto risco (Ilhas Faroé e Islândia) geralmente não podem hospedar jogos em março ou novembro e, portanto, não podem ser combinados.
- Longas viagens: No máximo um par de equipes apontadas com sedes em distância excessiva de viagem em relação a outros países podem ser colocadas em cada grupo:
  - Azerbaijão: com a Islândia, Gibraltar e Portugal.
  - Islândia: com Armênia, Chipre, Geórgia e Israel.
  - Cazaquistão: com Andorra, Inglaterra, Ilhas Faroé, França, Gibraltar, Islândia, Malta, Irlanda do Norte, Portugal, República da Irlanda, Escócia, Espanha e País de Gales.

| Pote 1 | Pote 2                                                                                                   | Pote 3 | Pote 4 | Pote 5 | Pote 6                                                      |
| --- | --- | --- | --- | --- | ----------------------------------------------------------- |
| - Bélgica - França - Inglaterra - Portugal - Espanha - Itália - Croácia - Dinamarca - Alemanha - Países Baixos | - Suíça - País de Gales - Polónia - Suécia - Áustria - Ucrânia - Sérvia - Turquia - Eslováquia - Romênia | - Rússia - Hungria - Irlanda - Tchéquia - Noruega - Irlanda do Norte - Islândia - Escócia - Grécia - Finlândia | - Bósnia e Herzegovina - Eslovênia - Montenegro - Macedônia do Norte - Albânia - Bulgária - Israel - Bielorrússia - Geórgia - Luxemburgo | - Armênia - Chipre - Ilhas Faroé - Azerbaijão - Estónia - Kosovo - Cazaquistão - Lituânia - Letónia - Andorra | - Malta - Moldávia - Liechtenstein - Gibraltar - San Marino |

## Primeira fase
|  | Equipes qualificadas para a Copa do Mundo de 2022 |
|  | Equipes qualificadas para a segunda fase          |
|  | Equipes eliminadas                                |

### Grupo A
| Pos | Equipe     | Pts | J | V | E | D | GP | GC | SG  | Classificado                              |  | SRB | POR | IRL | LUX | AZE |
| --- | ---------- | --- | - | - | - | - | -- | -- | --- | ----------------------------------------- |  | --- | --- | --- | --- | --- |
| 1   | Sérvia     | 20  | 8 | 6 | 2 | 0 | 18 | 9  | +9  | qualificadas para a Copa do Mundo de 2022 |  | —   | 2–2 | 3–2 | 4–1 | 3–1 |
| 2   | Portugal   | 17  | 8 | 5 | 2 | 1 | 17 | 6  | +11 | qualificadas para a segunda fase          |  | 1–2 | —   | 2–1 | 5–0 | 1–0 |
| 3   | Irlanda    | 9   | 8 | 2 | 3 | 3 | 11 | 8  | +3  | Eliminado                                 |  | 1–1 | 0–0 | —   | 0–1 | 1–1 |
| 4   | Luxemburgo | 9   | 8 | 3 | 0 | 5 | 8  | 18 | −10 | Eliminado                                 |  | 0–1 | 1–3 | 0–3 | —   | 2–1 |
| 5   | Azerbaijão | 1   | 8 | 0 | 1 | 7 | 5  | 18 | −13 | Eliminado                                 |  | 1–2 | 0–3 | 0–3 | 1–3 | —   |

### Grupo B
| Pos | Equipe  | Pts | J | V | E | D | GP | GC | SG  | Classificado                              |  | ESP | SWE | GRE | GEO | KVX |
| --- | ------- | --- | - | - | - | - | -- | -- | --- | ----------------------------------------- |  | --- | --- | --- | --- | --- |
| 1   | Espanha | 19  | 8 | 6 | 1 | 1 | 15 | 5  | +10 | qualificadas para a Copa do Mundo de 2022 |  | —   | 1–0 | 1–1 | 4–0 | 3–1 |
| 2   | Suécia  | 15  | 8 | 5 | 0 | 3 | 12 | 6  | +6  | qualificadas para a segunda fase          |  | 2–1 | —   | 2–0 | 1–0 | 3–0 |
| 3   | Grécia  | 10  | 8 | 2 | 4 | 2 | 8  | 8  | 0   | Eliminado                                 |  | 0–1 | 2–1 | —   | 1–1 | 1–1 |
| 4   | Geórgia | 7   | 8 | 2 | 1 | 5 | 6  | 12 | −6  | Eliminado                                 |  | 1–2 | 2–0 | 0–2 | —   | 0–1 |
| 5   | Kosovo  | 5   | 8 | 1 | 2 | 5 | 5  | 15 | −10 | Eliminado                                 |  | 0–2 | 0–3 | 1–1 | 1–2 | —   |

### Grupo C
| Pos | Equipe           | Pts | J | V | E | D | GP | GC | SG  | Classificado                              |  | SUI | ITA | NIR | BUL | LTU |
| --- | ---------------- | --- | - | - | - | - | -- | -- | --- | ----------------------------------------- |  | --- | --- | --- | --- | --- |
| 1   | Suíça            | 18  | 8 | 5 | 3 | 0 | 15 | 2  | +13 | qualificadas para a Copa do Mundo de 2022 |  | —   | 0–0 | 2–0 | 4–0 | 1–0 |
| 2   | Itália           | 16  | 8 | 4 | 4 | 0 | 13 | 2  | +11 | qualificadas para a segunda fase          |  | 1–1 | —   | 2–0 | 1–1 | 5–0 |
| 3   | Irlanda do Norte | 9   | 8 | 2 | 3 | 3 | 6  | 7  | −1  | Eliminado                                 |  | 0–0 | 0–0 | —   | 0–0 | 1–0 |
| 4   | Bulgária         | 8   | 8 | 2 | 2 | 4 | 6  | 14 | −8  | Eliminado                                 |  | 1–3 | 0–2 | 2–1 | —   | 1–0 |
| 5   | Lituânia         | 3   | 8 | 1 | 0 | 7 | 4  | 19 | −15 | Eliminado                                 |  | 0–4 | 0–2 | 1–4 | 3–1 | —   |

### Grupo D
| Pos | Equipe               | Pts | J | V | E | D | GP | GC | SG  | Classificado                              |  | FRA | UKR | FIN | BIH | KAZ |
| --- | -------------------- | --- | - | - | - | - | -- | -- | --- | ----------------------------------------- |  | --- | --- | --- | --- | --- |
| 1   | França               | 18  | 8 | 5 | 3 | 0 | 18 | 3  | +15 | qualificadas para a Copa do Mundo de 2022 |  | —   | 1–1 | 2–0 | 1–1 | 8–0 |
| 2   | Ucrânia              | 12  | 8 | 2 | 6 | 0 | 11 | 8  | +3  | qualificadas para a segunda fase          |  | 1–1 | —   | 1–1 | 1–1 | 1–1 |
| 3   | Finlândia            | 11  | 8 | 3 | 2 | 3 | 10 | 10 | 0   | Eliminado                                 |  | 0–2 | 1–2 | —   | 2–2 | 1–0 |
| 4   | Bósnia e Herzegovina | 7   | 8 | 1 | 4 | 3 | 9  | 12 | −3  | Eliminado                                 |  | 0–1 | 0–2 | 1–3 | —   | 2–2 |
| 5   | Cazaquistão          | 3   | 8 | 0 | 3 | 5 | 5  | 20 | −15 | Eliminado                                 |  | 0–2 | 2–2 | 0–2 | 0–2 | —   |

### Grupo E
| Pos | Equipe        | Pts | J | V | E | D | GP | GC | SG  | Classificado                              |  | BEL | WAL | CZE | EST | BLR |
| --- | ------------- | --- | - | - | - | - | -- | -- | --- | ----------------------------------------- |  | --- | --- | --- | --- | --- |
| 1   | Bélgica       | 20  | 8 | 6 | 2 | 0 | 25 | 6  | +19 | qualificadas para a Copa do Mundo de 2022 |  | —   | 3–1 | 3–0 | 3–1 | 8–0 |
| 2   | País de Gales | 15  | 8 | 4 | 3 | 1 | 14 | 9  | +5  | qualificadas para a segunda fase          |  | 1–1 | —   | 1–0 | 0–0 | 5–1 |
| 3   | Tchéquia      | 14  | 8 | 4 | 2 | 2 | 14 | 9  | +5  | qualificadas para a segunda fase          |  | 1–1 | 2–2 | —   | 2–0 | 1–0 |
| 4   | Estónia       | 4   | 8 | 1 | 1 | 6 | 9  | 21 | −12 | Eliminado                                 |  | 2–5 | 0–1 | 2–6 | —   | 2–0 |
| 5   | Bielorrússia  | 3   | 8 | 1 | 0 | 7 | 7  | 24 | −17 | Eliminado                                 |  | 0–1 | 2–3 | 0–2 | 4–2 | —   |

### Grupo F
| Pos | Equipe      | Pts | J  | V | E | D | GP | GC | SG  | Classificado                              |  | DEN | SCO | ISR | AUT | FRO | MDA |
| --- | ----------- | --- | -- | - | - | - | -- | -- | --- | ----------------------------------------- |  | --- | --- | --- | --- | --- | --- |
| 1   | Dinamarca   | 27  | 10 | 9 | 0 | 1 | 30 | 3  | +27 | qualificadas para a Copa do Mundo de 2022 |  | —   | 2–0 | 5–0 | 1–0 | 3–1 | 8–0 |
| 2   | Escócia     | 23  | 10 | 7 | 2 | 1 | 17 | 7  | +10 | qualificadas para a segunda fase          |  | 2–0 | —   | 3–2 | 2–2 | 4–0 | 1–0 |
| 3   | Israel      | 16  | 10 | 5 | 1 | 4 | 23 | 21 | +2  | Eliminado                                 |  | 0–2 | 1–1 | —   | 5–2 | 3–2 | 2–1 |
| 4   | Áustria     | 16  | 10 | 5 | 1 | 4 | 19 | 17 | +2  | qualificadas para a segunda fase          |  | 0–4 | 0–1 | 4–2 | —   | 3–1 | 4–1 |
| 5   | Ilhas Faroé | 4   | 10 | 1 | 1 | 8 | 7  | 23 | −16 | Eliminado                                 |  | 0–1 | 0–1 | 0–4 | 0–2 | —   | 2–1 |
| 6   | Moldávia    | 1   | 10 | 0 | 1 | 9 | 5  | 30 | −25 | Eliminado                                 |  | 0–4 | 0–2 | 1–4 | 0–2 | 1–1 | —   |

### Grupo G
| Pos | Equipe        | Pts | J  | V | E | D  | GP | GC | SG  | Classificado                              |  | NED | TUR | NOR | MNE | LVA | GIB |
| --- | ------------- | --- | -- | - | - | -- | -- | -- | --- | ----------------------------------------- |  | --- | --- | --- | --- | --- | --- |
| 1   | Países Baixos | 23  | 10 | 7 | 2 | 1  | 33 | 8  | +25 | qualificadas para a Copa do Mundo de 2022 |  | —   | 6–1 | 2–0 | 4–0 | 2–0 | 6–0 |
| 2   | Turquia       | 21  | 10 | 6 | 3 | 1  | 27 | 16 | +11 | qualificadas para a segunda fase          |  | 4–2 | —   | 1–1 | 2–2 | 3–3 | 6–0 |
| 3   | Noruega       | 18  | 10 | 5 | 3 | 2  | 15 | 8  | +7  | Eliminado                                 |  | 1–1 | 0–3 | —   | 2–0 | 0–0 | 5–1 |
| 4   | Montenegro    | 12  | 10 | 3 | 3 | 4  | 14 | 15 | −1  | Eliminado                                 |  | 2–2 | 1–2 | 0–1 | —   | 0–0 | 4–1 |
| 5   | Letónia       | 9   | 10 | 2 | 3 | 5  | 11 | 14 | −3  | Eliminado                                 |  | 0–1 | 1–2 | 0–2 | 1–2 | —   | 3–1 |
| 6   | Gibraltar     | 0   | 10 | 0 | 0 | 10 | 4  | 43 | −39 | Eliminado                                 |  | 0–7 | 0–3 | 0–3 | 0–3 | 1–3 | —   |

### Grupo H
| Pos | Equipe     | Pts | J  | V | E | D | GP | GC | SG  | Classificado                              |  | CRO | RUS | SVK | SVN | CYP | MLT |
| --- | ---------- | --- | -- | - | - | - | -- | -- | --- | ----------------------------------------- |  | --- | --- | --- | --- | --- | --- |
| 1   | Croácia    | 23  | 10 | 7 | 2 | 1 | 21 | 4  | +17 | qualificadas para a Copa do Mundo de 2022 |  | —   | 1–0 | 2–2 | 3–0 | 1–0 | 3–0 |
| 2   | Rússia     | 22  | 10 | 7 | 1 | 2 | 19 | 6  | +13 | qualificadas para a segunda fase          |  | 0–0 | —   | 1–0 | 2–1 | 6–0 | 2–0 |
| 3   | Eslováquia | 14  | 11 | 3 | 5 | 3 | 17 | 10 | +7  | Eliminado                                 |  | 0–1 | 2–1 | —   | 2–2 | 2–0 | 2–2 |
| 4   | Eslovênia  | 14  | 10 | 4 | 2 | 4 | 13 | 12 | +1  | Eliminado                                 |  | 1–0 | 1–2 | 1–1 | —   | 2–1 | 1–0 |
| 5   | Chipre     | 5   | 10 | 1 | 2 | 7 | 4  | 21 | −17 | Eliminado                                 |  | 0–3 | 0–2 | 0–0 | 1–0 | —   | 2–2 |
| 6   | Malta      | 5   | 10 | 1 | 2 | 7 | 9  | 30 | −21 | Eliminado                                 |  | 1–7 | 1–3 | 0–6 | 0–4 | 3–0 | —   |

### Grupo I
| Pos | Equipe     | Pts | J  | V | E | D  | GP | GC | SG  | Classificado                              |  | ENG  | POL | ALB | HUN | AND | SMR |
| --- | ---------- | --- | -- | - | - | -- | -- | -- | --- | ----------------------------------------- |  | ---- | --- | --- | --- | --- | --- |
| 1   | Inglaterra | 26  | 10 | 8 | 2 | 0  | 39 | 3  | +36 | qualificadas para a Copa do Mundo de 2022 |  | —    | 2–1 | 5–0 | 1–1 | 4–0 | 5–0 |
| 2   | Polónia    | 20  | 10 | 6 | 2 | 2  | 30 | 11 | +19 | qualificadas para a segunda fase          |  | 1–1  | —   | 4–1 | 1–2 | 3–0 | 5–0 |
| 3   | Albânia    | 18  | 10 | 6 | 0 | 4  | 12 | 12 | 0   | Eliminado                                 |  | 0–2  | 0–1 | —   | 1–0 | 1–0 | 5–0 |
| 4   | Hungria    | 17  | 10 | 5 | 2 | 3  | 19 | 13 | +6  | Eliminado                                 |  | 0–4  | 3–3 | 0–1 | —   | 2–1 | 4–0 |
| 5   | Andorra    | 6   | 10 | 2 | 0 | 8  | 8  | 24 | −16 | Eliminado                                 |  | 0–5  | 1–4 | 0–1 | 1–4 | —   | 2–0 |
| 6   | San Marino | 0   | 10 | 0 | 0 | 10 | 1  | 46 | −45 | Eliminado                                 |  | 0–10 | 1–7 | 0–2 | 0–3 | 0–3 | —   |

### Grupo J
| Pos | Equipe             | Pts | J  | V | E | D | GP | GC | SG  | Classificado                              |  | GER | MKD | ROU | ARM | ISL | LIE |
| --- | ------------------ | --- | -- | - | - | - | -- | -- | --- | ----------------------------------------- |  | --- | --- | --- | --- | --- | --- |
| 1   | Alemanha           | 27  | 10 | 9 | 0 | 1 | 36 | 4  | +32 | qualificadas para a Copa do Mundo de 2022 |  | —   | 1–2 | 2–1 | 6–0 | 3–0 | 9–0 |
| 2   | Macedônia do Norte | 18  | 10 | 5 | 3 | 2 | 23 | 11 | +12 | qualificadas para a segunda fase          |  | 0–4 | —   | 0–0 | 0–0 | 3–1 | 5–0 |
| 3   | Romênia            | 17  | 10 | 5 | 2 | 3 | 13 | 8  | +5  | Eliminado                                 |  | 0–1 | 3–2 | —   | 1–0 | 0–0 | 2–0 |
| 4   | Armênia            | 12  | 10 | 3 | 3 | 4 | 9  | 20 | −11 | Eliminado                                 |  | 1–4 | 0–5 | 3–2 | —   | 2–0 | 1–1 |
| 5   | Islândia           | 9   | 10 | 2 | 3 | 5 | 12 | 18 | −6  | Eliminado                                 |  | 0–4 | 2–2 | 0–2 | 1–1 | —   | 4–0 |
| 6   | Liechtenstein      | 1   | 10 | 0 | 1 | 9 | 2  | 34 | −32 | Eliminado                                 |  | 0–2 | 0–4 | 0–2 | 0–1 | 1–4 | —   |

## Segunda fase
A segunda fase (play-offs) foi disputada pelos dez segundos classificados e pelos dois melhores vencedores de grupos da Liga das Nações, com base na classificação geral da competição que tenham terminado fora dos dois primeiros lugares em seu grupo de qualificação. Eles foram divididos em três chaves de play-offs, com cada caminho contendo duas semifinais e uma final em jogos únicos. Os anfitriões das semifinais foram os seis segundos classificados com melhor classificação da fase de grupos, enquanto o anfitrião da final foi determinado por sorteio.
Vencedores de grupo da Liga das Nações 2020–21
|  | Equipes avançaram diretamente a Copa do Mundo de 2022 como campeãs de grupo na primeira fase                                |
|  | Equipes avançaram aos play-offs como segunda colocada em seus grupos na primeira fase                                       |
|  | Equipes avançaram aos play-offs como as duas melhores campeãs de grupo da LN fora da zona de classificação na primeira fase |

| LN | Vencedor de grupo | Rank |
| -- | ----------------- | ---- |
| A  | França            | 1–4  |
| A  | Bélgica           | 1–4  |
| A  | Itália            | 1–4  |
| A  | Espanha           | 1–4  |
| B  | País de Gales     | 17   |
| B  | Áustria           | 18   |
| B  | Tchéquia          | 19   |
| B  | Hungria           | 20   |
| C  | Eslovênia         | 33   |
| C  | Montenegro        | 34   |
| C  | Albânia           | 35   |
| C  | Armênia           | 36   |
| D  | Gibraltar         | 49   |
| D  | Ilhas Faroé       | 50   |

### Sorteio
Após a conclusão da fase de grupos, as doze equipas que avançaram aos play-offs foram sorteadas em três chaves de quatro equipes em 26 de novembro de 2021, em Zurique, Suíça. O seguinte procedimento foi aplicado no sorteio:
- As seis equipes cabeças de chave foram alocadas para as semifinais de 1 a 6 como equipes anfitriãs na ordem sorteada.
- As seis equipes restantes foram alocadas para as semifinais de 1 a 6 como equipes visitantes na ordem sorteada.
- O caminho A foi formado pelas semifinais 1 e 2, com os vencedores de ambas avançando para a final A.
- O caminho B foi formado pelas semifinais 3 e 4, com os vencedores de ambas avançando para a final B.
- O caminho C foi formado pelas semifinais 5 e 6, com os vencedores de ambas avançando para a final C.
- Os vencedores das semifinais que receberão as finais das chaves A, B e C foram decididos por sorteio.
- Por razões políticas, os jogos entre a Rússia e a Ucrânia foram considerados confrontos proibidos, não podendo ser sorteadas para a mesma chave.

Os seis segundos colocados com melhor desempenho na fase de grupos foram cabeças de chave no sorteio das semifinais, enquanto os restantes quatro segundos colocados e as duas equipas classificadas através da Liga das Nações completaram o sorteio:
| Pote 1 (cabeças de chave)                                                               | Pote 2                                                                                                   |
| --------------------------------------------------------------------------------------- | --- |
| - Portugal (1) - Escócia (2) - Itália (3) - Rússia (4) - Suécia (5) - País de Gales (6) | - Turquia (7) - Polónia (8) - Macedônia do Norte (9) - Ucrânia (10) - Áustria (LN-18) - Tchéquia (LN-19) |

### Partidas
As partidas das semifinais foram disputadas em 24 de março de 2022 com as finais em 29 de março (com exceção de Escócia–Ucrânia e da decisão do caminho A adiados para junho de 2022). Os vencedores de cada chave se classificam para a Copa do Mundo.

#### Caminho A

##### Semifinais
| Equipe 1      | Resultado | Equipe 2 |
| ------------- | --------- | -------- |
| Escócia       | 1–3       | Ucrânia  |
| País de Gales | 2–1       | Áustria  |

##### Final
| Equipe 1      | Resultado | Equipe 2 |
| ------------- | --------- | -------- |
| País de Gales | 1–0       | Ucrânia  |

#### Caminho B
A Rússia foi completamente suspensa de todas as competições internacionais pela FIFA em 28 de fevereiro de 2022. Com isso a Polônia foi confirmada na final em 8 de março de 2022 com a vitória por W.O.

##### Semifinais
| Equipe 1 | Resultado | Equipe 2 |
| -------- | --------- | -------- |
| Rússia   | W.O.      | Polônia  |
| Suécia   | 1–0 (pro) | Chéquia  |

##### Final
| Equipe 1 | Resultado | Equipe 2 |
| -------- | --------- | -------- |
| Polônia  | 2–0       | Suécia   |

#### Caminho C

##### Semifinais
| Equipe 1 | Resultado | Equipe 2           |
| -------- | --------- | ------------------ |
| Itália   | 0–1       | Macedônia do Norte |
| Portugal | 3–1       | Turquia            |

##### Final
| Equipe 1 | Resultado | Equipe 2           |
| -------- | --------- | ------------------ |
| Portugal | 2–0       | Macedônia do Norte |

## Artilharia
Jogadores destacados em negrito ainda estão ativos na competição.
12 gols (2)
- ENG Harry Kane
- NED Memphis Depay

9 gols (1)
- POL Robert Lewandowski

8 gols (2)
- ISR Eran Zahavi
- SRB Aleksandar Mitrović

6 gols (5)
- FIN Teemu Pukki
- FRA Antoine Griezmann
- ISR Mu'nas Dabbur
- POR Cristiano Ronaldo
- TUR Burak Yılmaz

Para a lista completa dos artilheiros, veja a seção de cada grupo:
- Grupo A
- Grupo B
- Grupo C
- Grupo D
- Grupo E
- Grupo F
- Grupo G
- Grupo H
- Grupo I
- Grupo J
- Play-offs